# Ray Emery
Ray Emery (ur. 28 września 1982 w Hamilton, zm. 15 lipca 2018 tamże) – kanadyjski hokeista.

## Kariera
- Dunnville Terriers (1998–1999)
- Welland Cougars (1999–2000)
- Sault Ste. Marie Greyhounds (2000–2002)
- Binghamton Senators (2002–2005, 2007)
- Ottawa Senators (2003–2008)
- Atłant Mytiszczi (2008–2009)
- Philadelphia Flyers (2009–2010)
- Adirondack Phantoms (2010)
- Syracuse Crunch (2010/2011)
- Anaheim Ducks (2011)
- Chicago Blackhawks (2011–2013)
- Philadelphia Flyers (2013–2015)
- Ontario Reign (2015)
- Toronto Marlies (2015–2016)
- Adler Mannheim (2016)

Wychowanek klubu Welland Tigers. Przez trzy sezony grał w kanadyjskiej lidze juniorskiej OHL w ramach CHL. W drafcie NHL z 2001 został wybrany przez Ottawa Senators. W barwach tej drużyny rozpoczął występy w lidze NHL od 2002 do 2008. Później grał w kilku innych klubach, także w lidze AHL. Rozegrał także sezon KHL (2008/2009) w Rosji. Od października do grudnia 2015 zawodnik Ontario Reign. Od grudnia 2015 do lutego 2016 był zawodnikiem Toronto Marlies. Na początku lutego 2016 został zaangażowany przez niemiecki klub Adler Mannheim, po czym pod koniec marca związał się kontraktem próbnym z Philadelphia Flyers, w którego barwach już jednak nie wystąpił.
Poniósł śmierć wskutek utonięcia w jeziorze Ontario, a jego ciało odnaleziono w zatoce Hamilton.

## Sukcesy
Klubowe

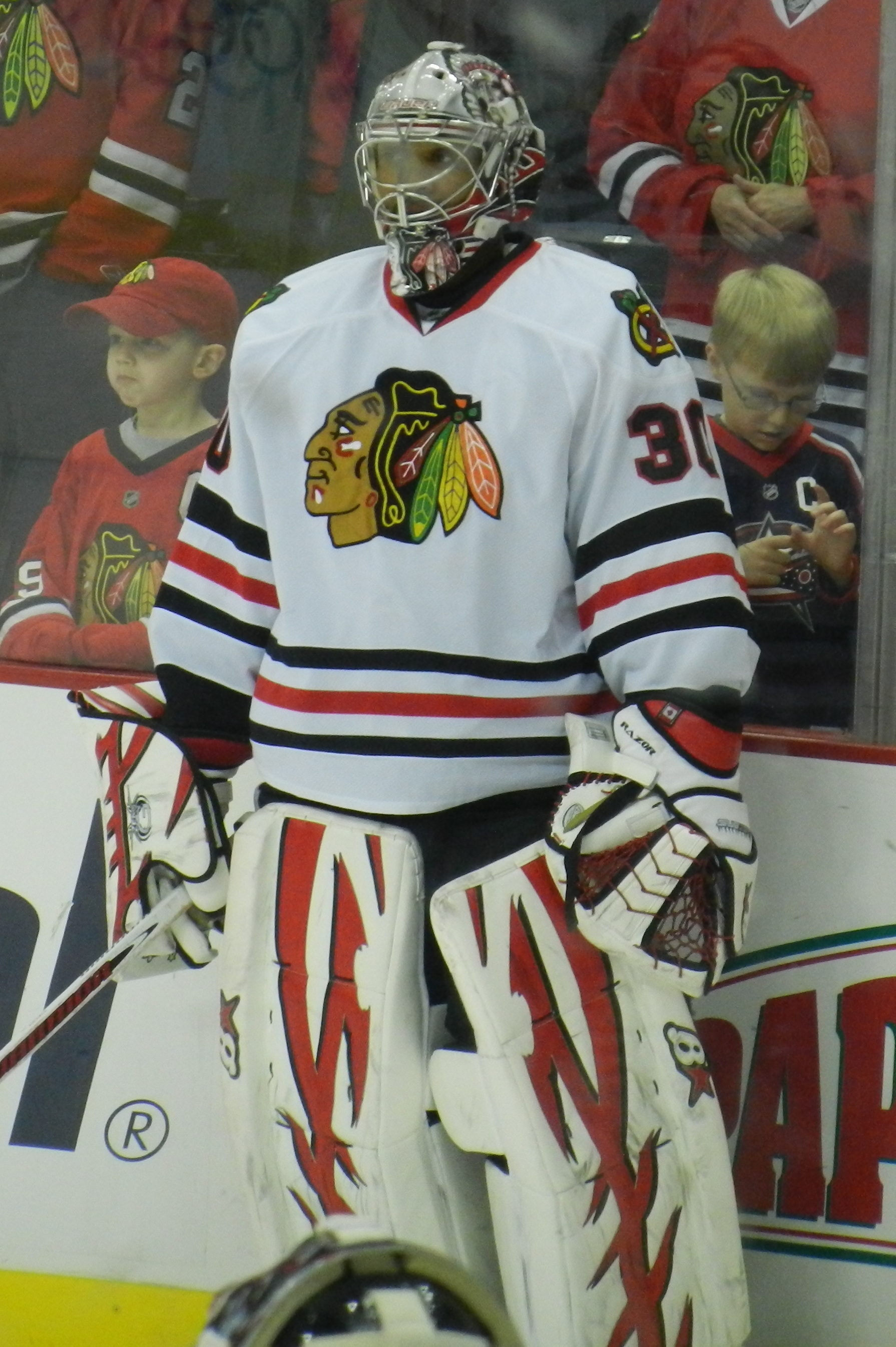
Ray Emery w barwach Chicago Blackhawks (2012)

- Mistrzostwo dywizji NHL: 2006 z Ottawa Senators, 2011 z Philadelphia Flyers, 2013 z Chicago Blackhawks
- Mistrzostwo konferencji NHL: 2006 z Ottawa Senators, 2011 z Philadelphia Flyers, 2013 z Chicago Blackhawks
- Mistrzostwo dywizji NHL: 2006 z Ottawa Senators, 2013 z Chicago Blackhawks
- Mistrzostwo konferencji NHL: 2006 z Ottawa Senators, 2013 z Chicago Blackhawks
- Prince of Wales Trophy: 2007 z Ottawa Senators, 2011 z Philadelphia Flyers
- Clarence S. Campbell Bowl: 2013 z Chicago Blackhawks
- Presidents’ Trophy: 2013 z Chicago Blackhawks
- Puchar Stanleya – mistrzostwo NHL: 2013 z Chicago Blackhawks

Indywidualne
- OHL i CHL 2002/2003:
  - Najlepszy bramkarz sezonu OHL
  - Najlepszy bramkarz sezonu CHL
  - Pierwszy skład gwiazd CHL
- AHL 2006/2007:
  - Skład gwiazd pierwszoroczniaków
- AHL 2004/2005:
  - Najlepszy bramkarz miesiąca – kwiecień 2005
- NHL (2005/2006):
  - Najlepszy pierwszoroczniak miesiąca – marzec 2006
- KHL (2008/2009):
  - Mecz Gwiazd KHL
  - Pierwsze miejsce w klasyfikacji skuteczności interwencji w fazie play-off: 94,1
  - Piąte miejsce w klasyfikacji średniej goli straconych na mecz w fazie play-off: 1,86
- NHL (2012/2013):
  - Trzecie gwiazda miesiąca – luty 2013
  - William M. Jennings Trophy – najmniej bramek straconych (oraz Corey Crawford)